# Eparquia de Mananthavady
A Eparquia de Mananthavady (Latim:Eparchia Manantoddiensis) é uma eparquia pertencente a Igreja Católica Siro-Malabar com rito Siro-Malabar. Está localizada no município de Mananthavady, no estado de Querala, pertencente a Arquieparquia de Thalassery na Índia. Foi fundada em 1 de março de 1973 pelo Papa Paulo VI. Com uma população católica de 177.102 habitantes, sendo 10,9% da população total, possui 157 paróquias com dados de 2020.

## História
Em 1 de março de 1973 o Papa Paulo VI cria a Eparquia de Mananthavady através do território da Eparquia de Thalassery. Em 2007 a  Eparquia de Mananthavady perde território para a formação da Eparquia de Bhadravathi. Em 2010 perde território para a formação da Eparquia de Mandya. Desde sua fundação em 1973 pertence a Igreja Católica Siro-Malabar, com rito Siro-Malabar.

## Lista de eparcas
A seguir uma lista de eparcas desde a criação da eparquia em 1973.
|                         | Nome                                | Período                 | Notas                           |
| Eparcas de Mananthavady | Eparcas de Mananthavady             | Eparcas de Mananthavady | Eparcas de Mananthavady         |
| ----------------------- | ----------------------------------- | ----------------------- | ------------------------------- |
| 3º                      | José Porunnedom                     | 2004 - atual            |                                 |
| 2º                      | Emmanuel Giles Pothanamuzhi, C.M.I. | 1996 - 2003             |                                 |
| 1º                      | Jacob Thoomkuzhy                    | 1973 - 1995             | Nomeado eparca de Thamarasserry |